# Menchum Valley
Pour les articles homonymes, voir Menchum (homonymie).
Menchum Valley est un arrondissement du Cameroun situé dans la région du Nord-Ouest et le département du Menchum.

## Structure administrative
La commune de Benakuma qui couvre l'arrondissement de Menchum Valley comprend, outre Benakuma, les localités suivantes :
- Agah
- Batomo
- Baworo
- Beba
- Befang
- Bejinge
- Benade
- Benabinge
- Benagudi
- Benahundu
- Benakuhu
- Benange
- Benatidi
- Benifumu
- Beneng
- Bosung
- Bufi
- Ikake
- Kekekumu
- Mukuru
- Modelle
- Vikuru
- Okoromajang